# Heliophorus tytler
Heliophorus tytler är en fjärilsart som beskrevs av Riley 1929. Heliophorus tytler ingår i släktet Heliophorus och familjen juvelvingar. Inga underarter finns listade i Catalogue of Life.